# Амбушур

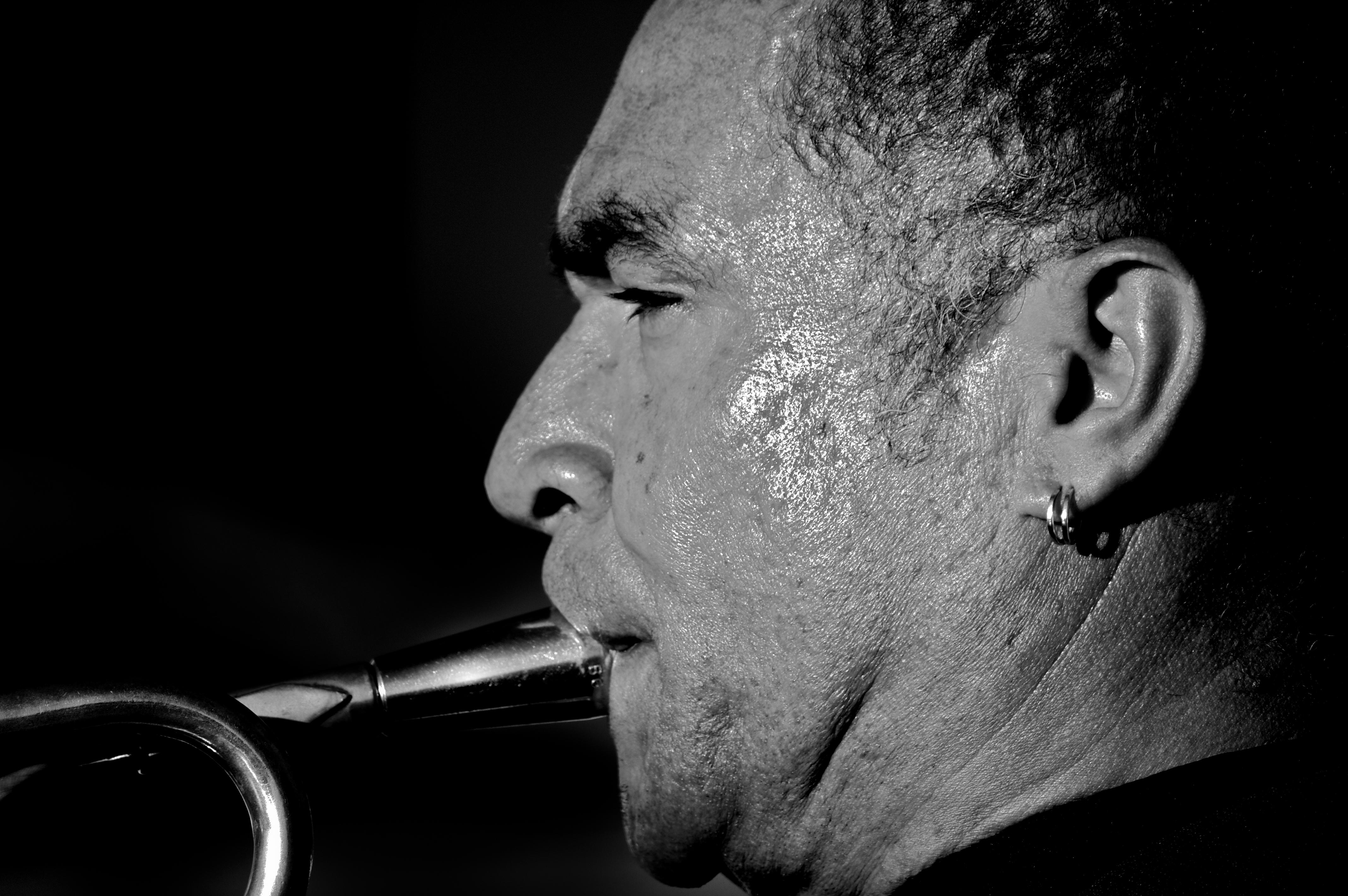
Амбушур

Амбушу́р (фр. embouchure — «устя, жерло») — спосіб складання губ музиканта при грі на деяких духових інструментах. В основному це стосується музичних інструментів, які мають чашоподібний мундштук (альт (альтгорн), труба, тромбон тощо) та деяких інших (флейта, гобой і т. д.). Амбушуром називається так само власне мундштук зазначених типів інструментів. Ці інструменти часто називаються амбушурними.
З розвитком сучасних індивідуальних акустичних систем термін амбушур, окрім іншого, став позначати частину пристрою навушників, безпосередньо прилеглу до вушної раковини.
Підтримка ефективного амбушуру є важливою навичкою для будь-якого духового інструменталіста, але його особисті та особливі характеристики означають, що різні педагоги та дослідники виступають за різні, навіть суперечливі, поради щодо того, що таке правильний амбушюр і як його слід навчати. Є певна згода, що правильний амбушюр не є універсальним: індивідуальні відмінності в структурі зубів, формі та розмірі губ, формі щелепи та ступеня неправильного прикусу щелепи та інші анатомічні фактори впливатимуть на те, чи конкретна техніка амбушюру буде ефективною чи ні.